# Szegedinác Jovánovics Péró

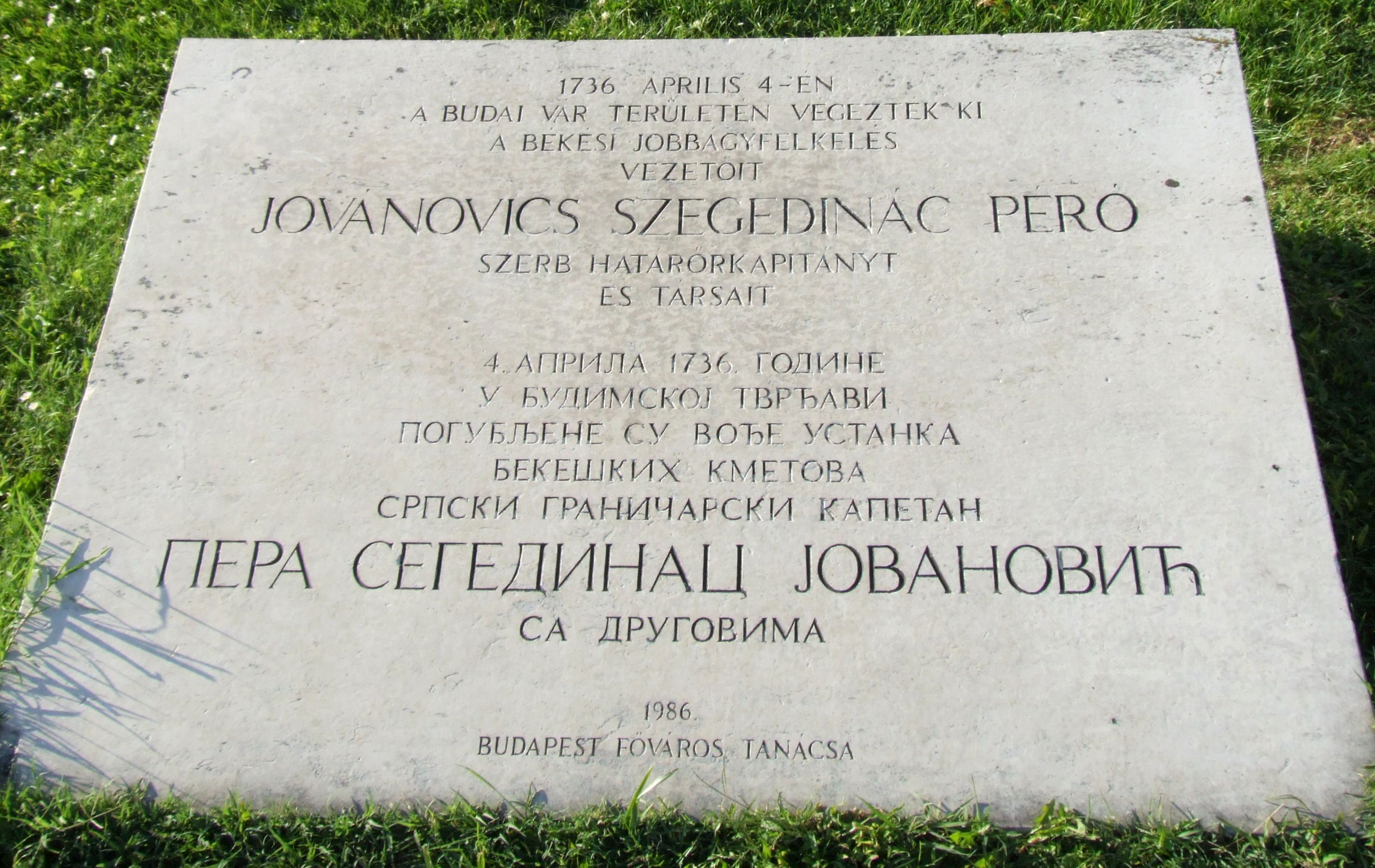
Emléktáblája az I. kerület Szent György téren

Szegedinác Jovánovics Péró (Pécska, 1655. – Buda, 1736. április 4.), szerb nemzetiségű határőrkapitány, lázadó. Neve szerbül: Pera Jovanović Segedinac, Пера Јовановић Сегединац), magyarosítva Szegedi Péter.

## Élete
Péró az Arad környékén fekvő Pécskáról származott, életét a határ melletti harcokban töltötte, részt vett az 1683-ban kezdődő felszabadító háborúban.
A határőrkapitány az akkori katonai élet számos nehézsége, a Maros menti Katonai Határőrvidék megszűnése és a katonák jobbágysorba taszítása  miatt, valamint az ortodox szerbek erőszakos katolikus hitre térítése miatt lázadásra buzdította a Békés vármegyei parasztokat. A felkelés lángját közvetlenül azonban az udvar térítő politikája szította, melyet a betelepülő ortodox szerbek ellen folytatott. A nemzetiség saját vallási vezetőt, pátriárkát követelt magának, ezt III. Károly (ur. 1711–1740) azonban csak a katolikus hitre való áttéréssel engedélyezte volna, így Szegedinác Péró és néhány határőrvidéki kapitány szervezkedni kezdett, Bács és Szerém vármegyék lakosságát hívta fegyverbe.
A mozgalom hívó szava nem csak a vallásukban megsértett szerbek, hanem a nyakukba kapott birtokosok hatalmaskodásait megelégelő magyar jobbágyokra is hatott, akiket a magyarul tudó Péró hamar bevont mozgalmába.  
Szerb hadsereget gyűjtött a Bánságban, az Alföldön pedig magyar szövetségese, Vértessy Mihály szentandrási bíró állított fegyverbe ezerötszáz parasztot.
Annak ellenére, hogy Szegedinác Péró nevét viseli a felkelés, a vezér a tényleges hadmozdulatokban már nem vett részt, ugyanis Thököly Ránkó – szerb származású – aradi várparancsnok már május 3-án elfogatta őt, ennek hatására pedig a szerb kapitányok a Gyulát ostromló magyarok ellen fordultak.
A tavasz során végrehajtott hadmozdulatok teljes káoszt mutattak, miután a Sevics és Strba vezette szerbek végigpusztították a korábbi szövetséges felkelők bázisául szolgáló dél-alföldi megyéket. A két vezetőnek nézeteltérése támadt, ezért a szerbek szétverték a magyar parasztsereget. Ezután Pérót az aradi várparancsnok, a szintén szerb nemzetiségű Thököly Ránkó (Ranko Tekelija) elfogatta, és Budára küldte, ahol halálra ítélték és négyfelé vágták. Teste darabjait Aradon, Nagyváradon, Sarkadon és Békésszentandráson tették közszemlére.
Ma a kivégzés színhelyén, a Budai várban, a Sándor-palota közvetlen közelében egy szerb-magyar nyelvű emlékkő található.